# Giovanni Schmidt
Giovanni Schmidt (Liorna, c. 1775 - Nàpols, després de 1839) va ser un llibretista italià.
Es va traslladar a Nàpols quan encara era jove i hi va romandre durant la resta de la seva vida. Entre 1800 i 1839 va escriure llibrets per a 45 òperes, especialment per al Teatro San Carlo del qual en va ser el poeta oficial. Ell i Andrea Leone Tottola van ser els dos llibretistes que van dominar la vida teatral a Nàpols en el primer quart del segle xix. Els seus llibrets eren majoritàriament banals i detallats, però van ser compostos pels compositors més importants de l'època, com ara Giacomo Tritto, Gaetano Andreozzi, Luigi Mosca, Pietro Generali, Saverio Mercadante i Gioachino Rossini. Per Rossini només va escriure el text per Elisabetta, regina d'Inghilterra, Eduardo e Cristina, Armida i Adelaide di Borgogna, que es consideren les seves millors obres. També va aparèixer com a personatge en una escena de la pel·lícula de 1991 Rossini! Rossini! dirigida per Mario Monicelli.